# Мисионар (1932 – 1941)
„Мисионар“ (на сръбски: „Мисионар“, в превод „Мисионер“) е сръбски месечен вестник, издаван на кирилица в Битоля и Крагуевац от 1932 година до 1941 година.

## История
Вестникът започва да се издава от епископ Николай Охридско-Битолски в 1932 година в Битоля под името „Мисонарска писма“ (Мисионерски писма). Печата се в печатница „Победа“, Битоля. От 1934 година вестникът се казва „Мисионар“.
От 1936 година започва да излиза в Крагуевац с подзаглавие Орган на Съюза на православните братства на народната християнска общност (Орган Савеза православних братстава народне Хришћанске заједнице).
От брой 1 (1938 г.) отговорно лице е Драгослав Величкович. редактори са: от брой 9 (1936) – Йован Рапаич и Радое Арсович, от брой (1937) – Радое Арсовић, от брой 5 (1938) – Йован Рапаич, от брой 12 (1938) – Йелисей Попович.